# Hylaeus isochromus
Hylaeus isochromus är en biart som beskrevs av Cockerell 1936. Hylaeus isochromus ingår i släktet citronbin, och familjen korttungebin. Inga underarter finns listade i Catalogue of Life.